# Carrie Clark Ward
Carrie Clark Ward (9 de janeiro de 1862 – 6 de fevereiro de 1926) foi uma atriz norte-americana da era do cinema mudo. Carrie Clark Ward fez aparições em 62 filmes entre 1911 e 1925.

## Filmografia selecionada
- The Bank (1915)
- Under the Yoke (1918)
- The Siren's Song (1919)
- Daddy-Long-Legs (1919)
- Why Smith Left Home (1919)
- The Paliser Case (1920)
- Old Lady 31 (1920)
- Sham (1921)
- One Wild Week (1921)
- Miss Lulu Bett (1921)
- Scaramouche (1923)
- His Hour (1924)
- The Eagle (1925)